# Devrimci Doğu Kültür Ocakları
Die Devrimci Doğu Kültür Ocakları (kurz DDKO auf Deutsch Revolutionären Kulturvereinigungen des Ostens) waren eine kurdische marxistisch-leninistische Organisation der Türkei, die zwischen 1969 und 1971 bestand. Die DDKO waren die erste spezifisch kurdische politische Organisation seit Jahrzehnten. Nach der Azadi und der Xoybûn, die in den Anfangsjahren der türkischen Republik aktiv waren, gab es bis zum Ende der 1960er Jahre keine "kurdische" Politik.
Die Vorläufer der DDKO waren die Ost-Treffen, die von der Türkiye İşçi Partisi veranstaltet wurden. Die Türkiye İşçi Partisi war die erste Partei, die das Kurdenproblem in ihr Parteiprogramm aufgenommen hatte. Die DDKO standen gegen die offizielle Staatsideologie und waren für eine Gleichberechtigung aller Völker der Türkei. Ihre marxistische Einstellung richtete sich auch gegen die feudalen Strukturen in der kurdischen Gesellschaft.
Die DDKO wurden im Mai 1969 in Ankara gegründet. Das Vereinsprogramm wurde am 24. Mai 1969 in der Medeniyet Gazetesi veröffentlicht. Vorsitzender des Vereines war Yümnü Budak. Im gleichen Monat wurde in Istanbul eine Vertretung eröffnet, deren Vorsitzender Necmettin Büyükkaya war. 1970 wurden in den osttürkischen Städten Ergani (13. Oktober), Silvan (9. Dezember) und Kozluk (28. Dezember) weitere Vertretungen gegründet. In Diyarbakır gründeten am 6. Januar 1971 bekannte Persönlichkeiten wie Naci Kutlay, Yusuf Ekinci, Tarık Ziya Ekinci und Mehdi Zana ebenfalls eine DDKO-Filiale. Die letzte Filiale wurde am 24. Januar 1971 in Batman eröffnet. Die DDKO waren auf kultureller Ebene aktiv, so dass Schriftsteller wie Musa Anter und Autoren wie İsmail Beşikçi für die DDKO schrieben.
Nach der Militärputsch am 12. März 1971 wurden die DDKO verboten und ihre Mitglieder angeklagt.